# Лэмбтон, Джордж, 2-й граф Дарем
Джордж Фредерик Д’Арси Лэмбтон, 2-й граф Дарем (англ. George Frederick D'Arcy Lambton, 2nd Earl of Durham; 5 сентября 1828 — 27 ноября 1879) — британский пэр. Он носил титул учтивости — виконт Лэмбтон с 1833 по 1840 год.

## Ранняя жизнь
Родился 5 сентября 1828 года в Копс-Хилл, Уимблдон, и был крещен в церкви Святой Марии в Уимблдоне 29 сентября того же года. Второй сын Джона Лэмбтона, 1-го графа Дарема (1792—1840), и его второй жены леди Луизы Элизабет Грей (1797—1841). Его мать была дочерью Чарльза Грея, 2-го графа Грея. Он был известен под своим третьим именем Д’Арси, девичьей фамилией предка, чье наследство включало землю вокруг того, что позже стало замком Лэмбтон. От первого брака его отца с Гарриет Чамли (внебрачной дочерью Джорджа Чамли, 1-го маркиза Чамли) его старшей сводной сестрой была леди Фрэнсис Шарлотта Лэмбтон, которая вышла замуж за Джона Понсонби, 5-го графа Бессборо.
В 11 лет Джордж Лэмбтон унаследовал графство Дарем, когда его отец, который служил послом Великобритании в России и генерал-губернатором Канады, умер в 1840 году. Его мать умерла от сильной простуды чуть более года спустя. Он учился в Тринити-колледже в Кембридже в 1846 году.

## Общественная жизнь
Лорд Дарем служил лордом-лейтенантом графства Дарем с 1854 по 1879 год.
19 июля 1877 года граф Дарем подписал документ, согласно которому акр его земли будет использоваться для строительства церкви в недавно образованном приходе Фатфилд, церковь Святого Георгия, Вашингтон Фатфилд, церковь Святого Георгия, Вашингтон. Церковь была завершена в 1879 году и построена в стиле ранней английской готики.

## Личная жизнь
23 мая 1854 года лорд Дарем женился на леди Беатрикс Фрэнсис Гамильтон (21 июля 1835 — 21 января 1871) в церкви Святого Георгия на Ганновер-сквер. Леди Беатрикс была второй дочерью Джеймса Гамильтона, 1-го герцога Аберкорна (1811—1885), и леди Луизы Джейн Рассел (1812—1905), дочери Джона Рассела, 6-го герцога Бедфорда (1766—1839). Вместе у них было тринадцать детей:
- Джон Джордж Лэмбтон, 3-й граф Дарем (19 июня 1855 — 31 января 1929), который женился на Этель Элизабет Луизе Милнер, дочери Генри Бейлби Уильяма Милнера[2]. У него был внебрачный ребёнок от танцовщицы Летти Линд[англ.].
- Фредерик Уильям Лэмбтон, 4-й граф Дарем (19 июня 1855 — 31 января 1929), женившийся на Беатрикс Балтил, дочери Джона Балтила[2].
- Адмирал достопочтенный Сэр Хедворт Лэмбтон (позже Мё) (19 июня 1855 — 31 января 1929), адмирал флота, в 1910 году женился на достопочтенной Милдред Сесилия Харриет, вдовствующей виконтессе Челси, дочь Генри Стерта, 1-го барона Алингтона[англ.]. У них не было детей[2].
- Достопочтенный Чарльз Лэмбтон (3 ноября 1857 — 5 декабря 1949), женат на Лавинии Мэрион Гарфорт[2]
- Леди Беатрикс Луиза Лэмбтон (1859 — 12 марта 1944), вышедшая замуж за Сидни Герберта, 14-го графа Пембрука
- Достопочтенный Джордж Лэмбтон[англ.] (23 декабря 1860 — 23 июля 1945), который женился на Сисели Маргарет Хорнер[2][4].
- Леди Кэтрин Фрэнсис Лэмбтон (5 сентября 1862 — 6 декабря 1952), вышедшая замуж за Джорджа Осборна, 10-го герцога Лидса[англ.]
- Генерал-майор Достопочтенный Сэр Уильям Лэмбтон (4 декабря 1863 — 11 октября 1936), который в 1921 году женился на леди Кэтрин де Вер Сомерсет, урождённой Боклерк, дочери Уильяма Боклерка, 10-го герцога Сент-Олбанса[2].
- Достопочтенный Клод Лэмбтон (4 января 1865 — 15 февраля 1945), который женился на Леттис Вормолд[2].
- Капитан Достопочтенный Д’Арси Лэмбтон (3 июня 1866 — 30 декабря 1954), женат на Флоренс Этель Спроул[2].
- Леди Элеонора Лэмбтон (1868 — 24 апреля 1959), вышедшая замуж за Роберта Сесила, 1-го виконта Сесила Челвудского[2].
- Леди Энн Лэмбтон (18 января 1871 — 31 октября 1914)[2]
- Достопочтенный Фрэнсис Лэмбтон (18 января 1871 — 31 октября 1914), погибший в бою недалеко от Зандворде, Бельгия, во время Первой мировой войны[2].

Графиня Дарем умерла 21 января 1871 года в возрасте 35 лет, всего через три дня после рождения младшего ребёнка. В 1876 году лорду Дарему удалили правый глаз после того, как его сын Чарльз прострелил его во время стрельбы. Лорд Дарем умер в 18:05 27 ноября 1879 года в своем таунхаусе на Хилл-стрит в Мейфэре в возрасте 51 года, и ему наследовал его старший сын-близнец Джон. Граф и графиня, а также некоторые из их детей похоронены в церкви Святого Варнавы в Борнмуре, которую граф построил на свои средства при создании прихода в 1867 году.